# Имперская деревня

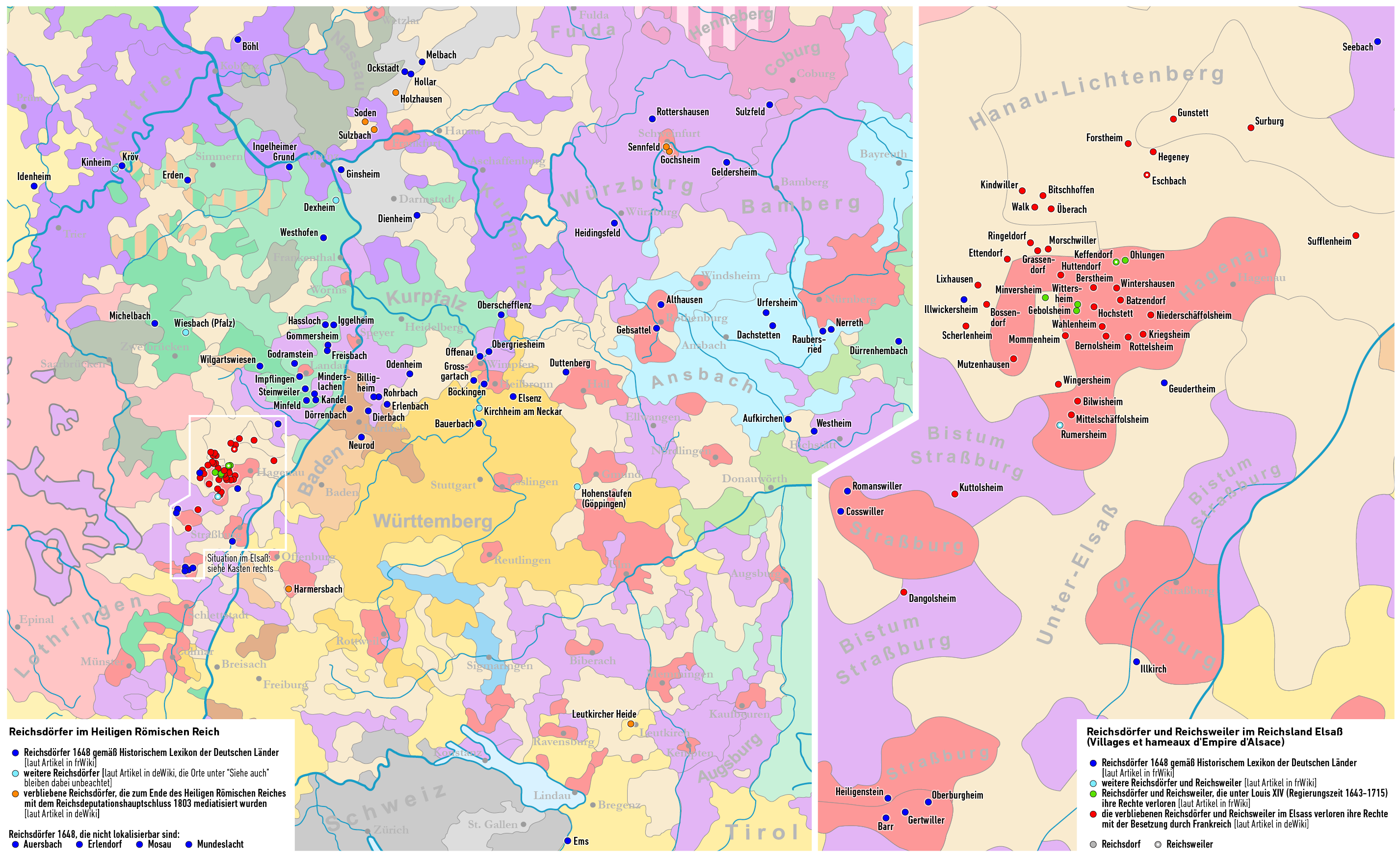
Расположение имперских сёл и деревень на карте Германо-римской империи в 1618 году

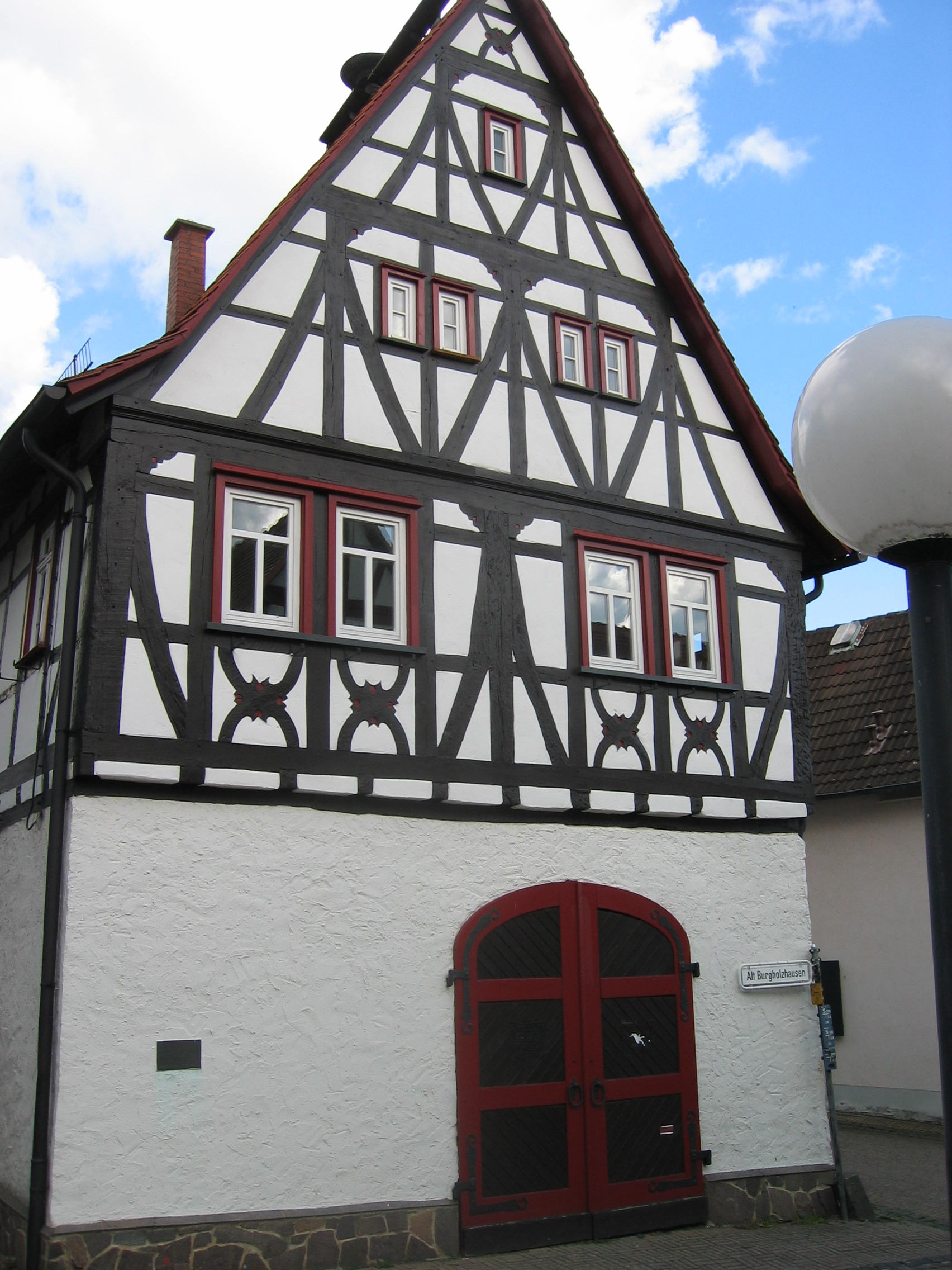
Бывшая ратуша имперской деревни Хольцхаузен

Имперская деревня (нем. Reichsdorf) — в Священной Римской империи независимое поселение (село или деревня), подчинённое напрямую имперским властям, но не имевшее имперских сословий.
Статус имперских сёл и деревень был закреплён Вестфальским миром 1648 года, наряду со статусом имперских сословий и имперских рыцарей. Свободные имперские сёла и деревни платили только военные налоги и обладали некоторыми правами верховенства, имели свою независимую церковную и светскую администрацию, свои нижние и верхние суды, своих выборных судей и старост, но они не входили в состав имперских чинов, то есть эти сёла и деревни не считались членами советов германо-римской империи.

## История
В связи с распадом герцогств в Швабии и Франконии в непосредственную зависимость от империи и императора попали сёла и деревни, которые имели привилегии с древнейших времен, то есть имперские сёла и деревни были остатками ликвидированных в XV веке владений короны. Их жители не подпадали под действие крепостного права и были освобождены от барщины. Эти права соблюдались и в тех нередких случаях, когда село или деревня закладывалась местному князю. С определёнными оговорками имперские деревни и сёла обладали юрисдикцией в делах церкви и образования. Со времён Реформации они также пользовались свободой религии. Жители имперских сёл и деревень сами выбирали старост и судей (ведавших главным образом мелкими делами) и устанавливали порядки в деревне. Они платили только имперские налоги.
В XIV веке существовало более 100 имперских сёл и деревень, но с течением времени их число уменьшалось вследствие закладов, подарков и подчинений. Больше всего их было на юго-западе германских земель (особенно в Швабии), где находились земли германо-римских императоров. В Эльзасе насчитывалось сорок имперских деревень и сёл, входивших в ландфогтство Хагенау (Landvogtei Hagenau). В ходе медиатизации в 1803 году лишились особого статуса последние имперские сёла и деревни. Это были:
- так называемые Свободные на Лойткирхском поле (Freien auf Leutkircher Heide), занимавшие часть территории современного города Лойткирх в Альгое;
- деревни в Таунусе: Зульцбах, Хольцхаузен (сегодня — Бургхольцхаузен, район Фридрихсдорфа) и Зоден;
- деревни в Нижней Франконии: Гоксхайм и Зенфельд;
- свободная имперская долина Хармерсбах.